# Барон Кроушоу
Барон Кроушоу  из Кроушоу в графстве Ланкашир и Ваттона в графстве Лестершир — наследственный титул в системе Пэрства Соединенного Королевства. Он был создан 25 августа 1892 года для сэра Томаса Брукса, 1-го баронета (1825—1908). Он прежде служил высшим шерифом Ланкашира в 1884 году. 9 февраля 1891 года для него был создан титул баронета  из Кроушоу Холла в Ваттона-хауса (Баронетство Соединенного Королевства).
По состоянию на 2024 год носителем титула являлся его правнук, Дэвид Джеральд Брукс, 5-й барон Кроушоу (род. 1934), который стал преемником своего старшего брата в 1997 году.
Семейная резиденция — Ваттон-хаус рядом с Лафборо в графстве Лестершир.

## Бароны Кроушоу (1892)
- 1892—1908: Томас Брукс, 1-й барон Кроушоу  (15 мая 1825 — 5 февраля 1908), второй сын Джона Брукса (1788—1849)[1];
- 1908—1929: Уильям Брукс, 2-й барон Кроушоу  (16 октября 1853 — 19 января 1929), старший сын предыдущего[2];
- 1929—1946: Джеральд Бич Брукс, 3-й барон Кроушоу  (1 апреля 1884 — 21 октября 1946), старший сын предыдущего[3];
- 1946—1997: Уильям Майкл Клифтон Брукс, 4-й барон Кроушоу  (25 марта 1933 — 7 ноября 1997), старший сын предыдущего[4];
- 1997 — настоящее время: Дэвид Джеральд Брукс, 5-й барон Кроушоу  (род. 14 сентября 1934), младший брат предыдущего[5];
  - Наследник титула: достопочтенный Эдуард Сэмюэл Брукс (род. 1969), племянник предыдущего[6].